# Zwartgordelkardinaalbaars
De zwartgordelkardinaalbaars (Archamia zosterophora) is een straalvinnige vissensoort uit de familie van kardinaalbaarzen (Apogonidae). De wetenschappelijke naam van de soort is voor het eerst geldig gepubliceerd in 1856 door Bleeker.